# Aphyssura rubida
Aphyssura rubida är en tvåvingeart som beskrevs av Norris 1999. Aphyssura rubida ingår i släktet Aphyssura och familjen spyflugor. Inga underarter finns listade i Catalogue of Life.